# Rachid Alioui
Rachid Alioui (ar. رشيد عليوي, ur. 18 czerwca 1992 w La Rochelle) – marokański piłkarz grający na pozycji napastnika. Od 2021 jest zawodnikiem klubu KV Kortrijk, do którego jest wypożyczony z Angers SCO.

## Kariera piłkarska
Swoją karierę piłkarską Alioui rozpoczynał w juniorach takich klubów jak Marseille Villeneuve-les-Salines, Entente La Rochelle, La Rochelle Espoir, Sport Saint-Xandrais FC, ponownie Marseille Villeneuve-les-Salines i Aunisienne d'Aytre. W 2009 roku podjął treningi w En Avant Guingamp. W sezonie 2010/2011 grał w zespole rezerw, a w 2011 awansował do pierwszego zespołu. 29 lipca 2011 zadebiutował w nim w Ligue 2 w zremisowanym 1:1 domowym meczu z LB Châteauroux. W sezonie 2012/2013 awansował z Guingamp do Ligue 1.
Latem 2015 roku Alioui został wypożyczony do Stade Lavallois. Swój debiut w nim zaliczył 31 lipca 2015 w zremisowanym 1:1 wyjazdowym meczu z Paris FC. W Stade Lavallois spędził rok.
W 2016 roku Alioui został zawodnikiem Nîmes Olympique. Zadebiutował w nim 29 lipca 2016 w zremisowanym 0:0 domowym spotkaniu ze Stade Lavallois. W sezonie 2017/2018 awansował z nim do Ligue 1.
W 2019 roku Alioui przeszedł na zasadzie wolnego transferu do Angers SCO. Zadebiutował w nim 10 sierpnia 2019 w zwycięskim 3:1 domowym meczu z Girondins Bordeaux.
Latem 2021 Alioui został wypożyczony do KV Kortrijk, w którym swój debiut zaliczył 12 września 2021 w przegranym 1:2 wyjazdowym meczu z Oud-Heverlee Leuven.
| Sezon   | Klub                | Kraj    | Rozgrywki | Mecze | Gole |
| ------- | ------------------- | ------- | --------- | ----- | ---- |
| 2010/11 | En Avant Guingamp B | Francja | CFA 2     | 6     | 0    |
| 2011/12 | En Avant Guingamp   | Francja | Ligue 2   | 19    | 1    |
| 2012/13 | En Avant Guingamp   | Francja | Ligue 2   | 15    | 1    |
| 2012/13 | En Avant Guingamp B | Francja | CFA 2     | 8     | 4    |
| 2013/14 | En Avant Guingamp   | Francja | Ligue 1   | 16    | 2    |
| 2013/14 | En Avant Guingamp B | Francja | CFA 2     | 4     | 1    |
| 2014/15 | En Avant Guingamp   | Francja | Ligue 1   | 7     | 0    |
| 2014/15 | En Avant Guingamp B | Francja | CFA 2     | 8     | 9    |
| 2015/16 | Stade Lavallois     | Francja | Ligue 2   | 33    | 8    |
| 2016/17 | Nîmes Olympique     | Francja | Ligue 2   | 26    | 13   |
| 2017/18 | Nîmes Olympique     | Francja | Ligue 2   | 26    | 13   |
| 2018/19 | Nîmes Olympique     | Francja | Ligue 1   | 27    | 5    |
| 2019/20 | Angers SCO          | Francja | Ligue 1   | 28    | 6    |
| 2020/21 | Angers SCO          | Francja | Ligue 1   | 1     | 0    |

## Kariera reprezentacyjna
W reprezentacji Maroka Alioui zadebiutował 5 marca 2014 roku w zremisowanym 1:1 towarzyskim meczu z Gabonem. W 2017 roku został powołany do kadry na Puchar Narodów Afryki 2017.